# Проспект Победы (Улан-Удэ)
Проспе́кт Победы — проспект в историческом центре города Улан-Удэ. Длина — 1180 метров.

## География проспекта
Проходит дугой в Советском районе города, на высокой террасе бывшего рукава реки Уды, обрамляя нижнюю часть исторического центра Улан-Удэ. Начинается на мосту, пересекающему улицы Балтахинова и Коммунистическую и идёт вдоль по террасе (яру) через улицу Куйбышева к Батарейной горе и заканчивается у памятника на месте основания города. В городском масштабе расположен между улицами Борсоева и Балтахинова. Пересекается с улицей Куйбышева. На пересечении с улицей Куйбышева стоит кольцевой перекрёсток. В 2011—2012 годах построены два путепровода над улицей Балтахинова, спускающиеся с проспекта Победы. В районе колледжа искусств под проспектом проходит подземный пешеходный переход, построенный в 2011 году, ведущий вниз к Центральному рынку. Ранее существовавшая лестница, спускающаяся с террасы вниз к Центральному рынку и вымощенная бетонными плитками, снесена.
От проспекта отходит в северо-западном направлении — Почтамтская улица; на восток и северо-восток — улицы Фрунзе, Димитрова, Фридриха Энгельса, Ермаковская, Гоголя; с юго-западного направления к проспекту примыкает Шефский подъём.
Застроена только северо-восточная/восточная сторона проспекта. Нумерация начинается с моста на пересечении с улицами Балтахинова и Коммунистической и идёт друг за другом.

## История проспекта

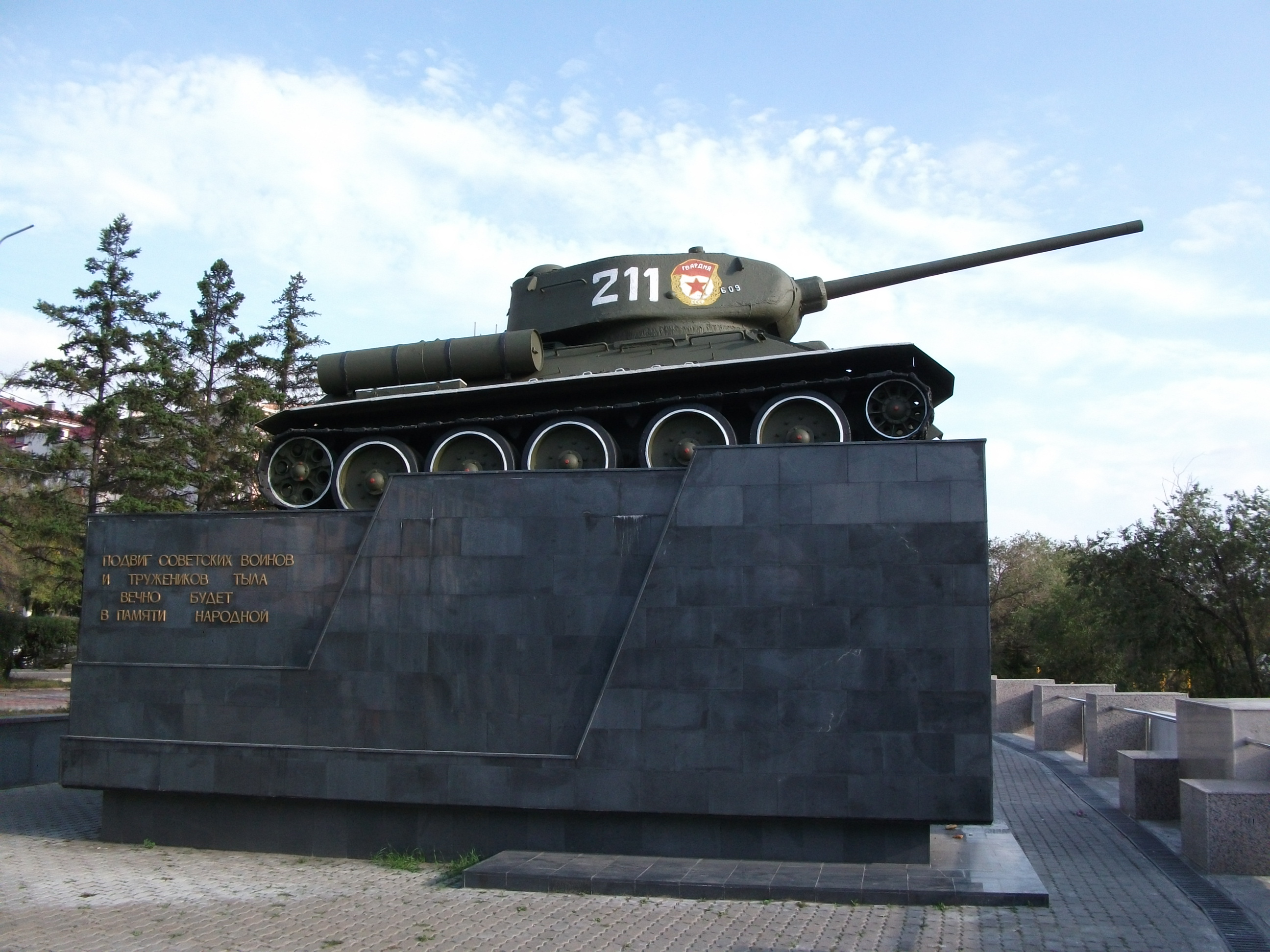
Памятник подвигу Советских воинов и тружеников тыла

Проспект построен к 1966 году — к 300-летию основания Улан-Удэ. К 1963 году склон горы от проспекта Победы до улицы Балтахинова был полностью высвобожден от старой деревянной застройки. Проект застройки проспекта разрабатывал архитектор института Ленгипрогор Леонид Путерман и инженер по вертикальной планировке М. И. Лабок. Кроме проспекта была создана зелёная зона на склоне рельефа с балюстрадой, спусками по террасированному рельефу, видовыми площадками и аллеями. Проспект был выведен на площадь Советов. Проект проспекта Победы потребовал выполнения большого объёма земляных работ, устройства ливнестоков, подключения к подходящим улицам, особенно ответственно к Трактовой улице.
Согласно генеральному плану застройки города 1930-х годов, вместо проспекта предполагалась Верхняя набережная, которая должна была идти параллельно просп. Победы и выходить на площадь Советов на месте нынешнего здания филармонии..

## Архитектура проспекта
Проспект Победы, наряду с домом по ул. Ленина, 32 («Дом специалистов»). На проспекте расположены здание Республиканского перинатального центра, здание Министерства внутренних дел Республики Бурятия, здание колледжа искусств им. П. И. Чайковского, здание Бурятского торгово-экономического техникума, здание Бурятского лесопромышленного колледжа и др. На проспекте расположены жилые дома с подворотнями посередине и высокими потолками в стиле «сталинского ампира».

## Известные жители
В известном доме по адресу проспект Победы, 16 проживал бурятский оперный певец (бас), народный артист СССР — Лхасаран Линховоин.

## Объекты культурного наследия
- танк Т-34-85, установленный в честь воинов-земляков, погибших в годы Великой Отечественной войны — памятник истории.
- здание, где в годы Великой Отечественной войны размещался лечебный корпус эвакогоспиталя № 1486 (пр. Победы, 6) — памятник истории.